# Christian il leone
Christian (12 agosto 1969-...) è stato un leone acquistato nel 1969 da John Rendall e Anthony Bourke, due ragazzi australiani che vivevano a Londra.

## La storia
Il cucciolo di leone, chiamato successivamente Christian, venne acquistato dai due amici, nella sezione animali esotici del grande magazzino Harrods a Londra. Il cucciolo era stato separato dai suoi genitori a causa della vendita dello zoo di Ilfracombe, in Inghilterra, nel quale vivevano . Rendall e Bourke decisero di comprare il cucciolo di poche settimane, preoccupati per le condizioni nelle quali era tenuto e per il suo destino, se fosse finito in mani sbagliate.
I due amici, con l'aiuto delle loro fidanzate, Jennifer Mary e Unity Jones, allevarono e si presero cura del cucciolo fino a un anno d'età. Inizialmente, tenendolo nel retro del negozio di mobili nel quale lavoravano, convincendo i loro datori di lavoro che sarebbe stata un'ottima pubblicità.
Successivamente, data la dimensione dell'animale, passato in un anno da 16 kg a circa 84 kg e il notevole costo per mantenerlo, si resero conto che il cucciolo non poteva vivere ancora a lungo in un ambiente così stretto e poco adatto. Il vicario di Moravian Chapel, il quartiere nel quale si trovava il negozio, concesse, allora, ai due ragazzi il campo del cimitero, munito di un ampio prato per permettere al leone di scorrazzare liberamente per qualche ora al giorno.
Ma questa condizione non durò a lungo. Per un caso fortuito, si presentarono al negozio di mobili gli attori Bill Travers e Virginia McKenna, in cerca di una scrivania da acquistare. I due attori avevano appena finito le riprese di Nata libera, il film tratto dal romanzo di Joy Adamson che narra le vicende di Elsa, una leonessa cresciuta dalla Adamson e dal marito, il naturalista George Adamson, reintegrata nel suo habitat naturale nel Kenya. D'accordo con i due ragazzi, gli attori decisero di contattare proprio il naturalista affinché aiutasse anche Christian a essere reintegrato in una riserva naturale in Africa.

## Il viaggio in Kenya
Nel 1970, a un anno di età, Rendall e Bourke decisero di intraprendere questa avventura per poter permettere al loro leone di proseguire la sua vita in un habitat più adatto alle sue esigenze. Per la difficoltà del progetto di reintegrazione, Adamson avvertì i due ragazzi che la storia di Christian era ben diversa da quella di Elsa, la leonessa reintegrata senza problemi. La difficoltà stava proprio nel fatto che Elsa era rimasta orfana nella sua terra, in Kenya, quindi abituata comunque alla terra, al clima e agli odori del posto, mentre Christian era sempre stato in città e i suoi stessi genitori erano nati in cattività e poi ceduti ad altri zoo. Nel 1971 venne preparata una speciale cassa per il trasporto del leone, con una scritta sul lato che recitava "East African Airways. Londra - Nairobi. Christian - Leone maschio di 12 mesi" e caricata su un aereo diretto in Africa, accompagnata da Rendall e Bourke.

## Il ritorno alla natura selvaggia
All'arrivo alla riserva Kora, in Kenya, George Adamson decise di fermarsi in prossimità del fiume Tana, lontano da qualunque abitazione umana. Questo luogo era stato indicato dal naturalista come il migliore per poter costruire un campo e tentare la reintegrazione del leone nella colonia di leoni già esistente. Infatti, Adamson avvertì la difficoltà di integrare un altro maschio in una comunità con un capobranco già attribuito e decise quindi di aiutarsi con un altro leone maschio addomesticato di nome Boy, che aveva preso parte al film Nata libera. Il piano di Adamson era quello di stabilire un legame tra i due che li rendesse i leader di un nuovo nucleo; il progetto per seguire la vicenda dei due leoni sarebbe stato finanziato da uno sponsor. Intanto, Rendall e Bourke ritornarono a Londra e chiesero ad Adamson di tenerli informati sui progressi di Christian. Il campo di Kora si trovava a circa 220 miglia a nord-est di Nairobi ed era diventato un parco nazionale. Il fratello e collaboratore di George Adamson costruì per Christian una gabbia di fango e paglia, per abituare il leone a stare all'aperto di notte, sia per il clima sia per i vari rumori notturni. Nel recinto di fianco venne collocato Boy, il maschio che avrebbe dovuto aiutare l'integrazione nella natura selvaggia di Christian. Il loro primo incontro fu decisamente esplosivo: essendo già integrato nella natura, Boy cercò di attaccare Christian per sottometterlo. Fortunatamente, c'era una rete metallica a dividerli. Adamson fece incontrare i due leoni più volte in questo contesto, fino a che un giorno si sentì abbastanza sicuro nel togliere la protezione per verificare i progressi di Christian. Appena i due leoni si avvicinarono l'uno all'altro, fu evidente che l'esperimento era riuscito e che Boy aveva insegnato al giovane maschio il suo ruolo di leader. Da quel giorno, i due leoni divennero inseparabili. Il secondo passo per la reintegrazione fu quello di aggiungere alla coppia una femmina, Katania, per poter estendere la nuova colonia appena creata. I tre, ogni giorno, venivano fatti passeggiare in quest'ordine: Boy, Katania e Christian con Adamson al suo fianco, munito di un fucile e pronto a far scappare qualunque minaccia esterna.

## La tragedia nel campo
Le vicissitudini di Christian furono accompagnate da varie tragedie nel campo di Kora. La femmina Katania venne attaccata da un coccodrillo in prossimità di una pozza d'acqua e un'altra femmina, che gli era stata affiancata, fu sbranata da un altro branco di leoni.
Successivamente, Stanley, uno chef della riserva, si allontanò dal campo alla ricerca di un po' di miele selvatico, ma compì questa escursione senza misure di sicurezza. Boy, che si trovava libero nelle vicinanze, si accorse dell'uomo e gli si avvicinò. Stanley, spaventato, decise di scappare correndo, ma questo comportamento, dettato dalla paura, galvanizzò il leone, che lo inseguì come fosse una preda. Adamson, poco lontano, udì le urla di aiuto dell'uomo e si armò di fucile per aiutarlo. Puntò verso Boy e lo colpì al cuore, troppo tardi però. Il leone aveva già addentato alla gola lo chef, che morì per la gravità delle ferite riportate nell'attacco . La tragedia diede un punto d'arresto a tutto il progetto, per il clamore che ne susseguì anche sui giornali. Adamson non si scoraggiò e chiese aiuto per continuare il suo progetto ad altri naturalisti con i quali aveva già collaborato in passato.

## Il prosieguo del progetto
Grazie alla sua influenza nel campo del naturalismo, George Adamson continuò il progetto per l'integrazione di Christian nell'ambiente selvaggio e, nel 1974, poté scrivere a Rendall e Bourke che il progetto aveva avuto esito positivo. Christian, infatti, aveva preso possesso di una colonia di cui era divenuto il leader, aveva avuto dei cuccioli con due femmine e, dopo la sua reintegrazione nella natura, si avvicinava raramente al campo e agli uomini. Questo era un buon segno per Adamson, dato che il progetto originale prevedeva proprio questo distaccamento tra il leone e gli uomini. A questa notizia dolceamara, i due amici australiani decisero di intraprendere un ultimo viaggio in Kenya per poter osservare di persona la piena reintegrazione del loro leone e per potergli dare un ultimo saluto.

## L'incontro
Prima dell'arrivo di Rendall e Bourke, Adamson avvertì i due ragazzi che il loro viaggio sarebbe stato uno spreco di tempo, poiché Christian non si faceva vedere da almeno nove mesi. La notizia non era delle migliori, considerando che il naturalista batteva la zona giornalmente. C'era una buona probabilità che il leone fosse stato ucciso da bracconieri o da altri maschi. Tuttavia, i due ragazzi decisero di partire lo stesso per il Kenya.
All'arrivo a Nairobi, i due amici si imbarcarono su un volo locale per recarsi al campo di Kora. Adamson gli andò incontro con una novità: la notte prima, infatti, Christian era tornato nelle vicinanze del campo con le sue compagne e i suoi cuccioli. Questa notizia rallegrò Rendall e Bourke, convinti fino a quel momento che il leone non si sarebbe più fatto vedere. George Adamson e sua moglie Joy avevano spesso parlato nei loro scritti di una sorta di sesto senso dei leoni, soprattutto nei confronti degli uomini, definendo ciò come una sorta di capacità telepatica.
I due amici furono, comunque, ulteriormente avvertiti del fatto che il leone avrebbe potuto non riconoscerli e, conseguentemente, attaccarli. I due ragazzi però, non volendo loro dar retta, si recarono lo stesso all'incontro e quello che avvenne fu talmente commovente che, da quando fu documentato da un filmato, dalla sua messa in onda continua ancora oggi a commuovere gli spettatori di tutto il mondo. Infatti, Christian non solo riconobbe immediatamente i due ragazzi, ma gli corse incontro come se non si fosse mai allontanato dai due e gli buttò le zampe intorno al collo in una sorta di abbraccio. Questo comportamento stupì anche il naturalista che non si aspettava una reazione così positiva dopo quasi tre anni di lontananza.

## L'addio definitivo
L'incontro con Christian si prolungò per tutta la notte e fino alla mattina successiva. I tre amici, nel ritrovarsi, avevano ripercorso il tempo vissuto insieme come se non fosse passato un giorno dalla loro separazione. Il mattino dopo, Rendall e Bourke assistettero all'allontanamento di Christian, delle sue compagne e dei cuccioli, che a loro volta accettarono la vicinanza degli umani, grazie alla presenza del maschio dominante.
Tre mesi dopo, Rendall e Bourke ritornarono a Kora e avvistarono nuovamente Christian appostato sulla sua roccia, nei dintorni del campo. Tuttavia, il leone stavolta non si avvicinò ai due: Christian si limitò a guardarli da lontano e poi si allontanò definitivamente. La ragione di ciò è dovuta al fatto che probabilmente, se si fosse avvicinato ai due giovani in presenza degli altri maschi, questi ultimi avrebbero messo in dubbio il suo ruolo di maschio dominante.
Dopo questo secondo incontro, Christian e i suoi due salvatori non si ritrovarono più. Il naturalista ipotizzò in seguito che, data la vita media di un leone di circa 16/18 anni, Christian abbia finito i suoi giorni nella Riserva Naturale di Meru, in prossimità del fiume che costeggia il campo di Kora.

## Il video fa il giro del mondo
Il video che testimonia il ritrovamento dei tre amici è stato distribuito in internet dopo 30 anni dall'evento, facendo conoscere la storia del leone e la sua reintegrazione nella natura selvaggia. Il video, fino al 2008, è stato visionato oltre 30 milioni di volte.
Anthony Bourke e John Rendall hanno scritto un libro per raccontare la storia di Christian da cucciolo a Londra fino ai giorni della libertà in Africa. All'interno vi sono inserti fotografici del leone.

## Il film
È stato realizzato un film documentario sulla vita a Londra e sull'integrazione di Christian nella natura selvaggia, intitolato Christian, The Lion at World's End. Dal 2009 è disponibile il DVD in italiano, in versione restaurata dalla Digital Adventure con il titolo Christian il leone - Il film.